# Товарищество шёлковой мануфактуры
Товарищество шёлковой мануфактуры — российская  компания, владевшая одним из крупнейших шёлкоткацких предприятий дореволюционного времени. Полное наименование — Товарищество шёлковой мануфактуры в Москве.

## История

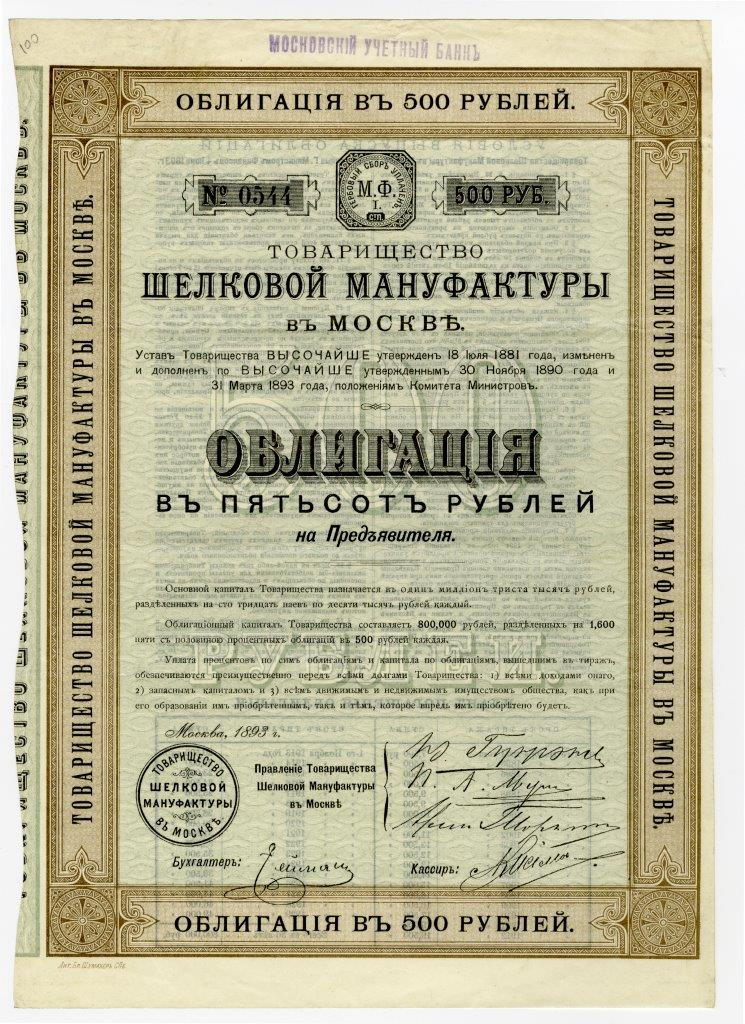
Облигация в 500 руб. на предъявителя Товарищества шелковой мануфактуры в Москве. Москва, 1893 г.

В 1880 году хозяином фабрики Ю.П. Гужона стал французский предприниматель Эктор (Гектор Францевич) Симоно, незадолго до этого приехавшему в Россию. При нем шёлкоткацкая фабрика на Шаболовке стала одним из крупнейших производств в Москве. В 1881 году два крупнейших шёлкоткацких фабриканта Г.Ф. Симоно и К.О. Жиро создали на основе своих фабрик Товарищество шелковой мануфактуры. Председателем товарищества вновь был избран Ю.П. Гужон. Как сказано в разделе «Цель учреждения Товарищества, права и обязанности его» Высочайше утвержденного 18 июля 1881 г. Устава Товарищества шёлковой мануфактуры в Москве:

Для содержания и распространения действий шелковой мануфактуры, известной под Фирмою «Мусси и К0,» принадлежащей Московскому первой гильдии купцу П. А. Мусси, и находящейся в гор. Москве, Лефортовской части, второго квартала, под № 152, учреждается Товарищество на паях, под наименованием «Товарищество шелковой мануфактуры в Москве.»
Примечание 1-е. Учредители Товарищества: Московский первой гильдии купец Юлий Гужон и Московский первой гильдии купец Петр Антонович Мусси.
В 1893 году на Шаболовке началась реорганизация и расширение производства. К 1898 году построили несколько новых корпусов и перестроили ряд старых. Архитектором был приглашен Роман Иванович Клейн. Спустя неполное десятилетие после своего основания, производство Товарищества шёлковой мануфактуры вошло в десятку самых крупных московских текстильных предприятий с числом работающих более тысячи человек. На фабрике имелись все отделения полного цикла шёлкоткацкого производства: шелкокрутильня, красильня, подготовительное отделение, ткацкие мастерские, в том числе механические, аппретурная мастерская. Рабочим процессом управляли преимущественно французские мастера. К этому времени для нужд успешно развивающегося производства на берегу Яузы (территория современного московского района Лефортово) началось возведение капитальных кирпичных зданий высотой от 1 до 5 этажей по проектам известных русских архитекторов В. Г. Залесского и И. И. Кондакова (производственный корпус), закончившееся в 1914 году.
На фабрике выпускали ленты и такие ткани, как бархат, плюш, фуляр (легкая ткань из шелка, пополам с хлопчатой бумагой), фай, атлас, парча, глазет, а также различные виды мебельных обивок.
Продукция Товарищества шёлковой мануфактуры в Москве неоднократно отмечалась высокими наградами всероссийских и международных выставок. На Всероссийской художественно-промышленной выставке 1882 года их бархатные, фуляровые, атласные, парчовые и другие шелковые ткани получили высшую награду. На знаменитой Всемирной выставке в Париже в разделе «Шёлк и шёлковые ткани» компания также была удостоена высшей награды этого крупнейшего промышленного форума.
В 1926 году к тому моменту национализированное предприятие Товарищества шёлковой мануфактуры получает имя участника октябрьского вооружённого восстания в Москве П. П. Щербакова — Московский шёлковый комбинат имени П. П. Щербакова.
В постперестроечное время шёлкоткацкий комбинат постепенно свернул свою профильную деятельность. В 90-х годах XX века бывшие производственные мощности в основном использовались в качестве складских помещений, пока в начале нулевых комплекс не выкупила компания Horus Capital, проделавшая коренные преобразования. На сегодняшний день бывшая фабрика Товарищества шёлковой мануфактуры — это деловой квартал «ЛеФорт», где на территории в 5 га разместилось 11 зданий бизнес-центра общей площадью 62 000 м².